# Nonante-cinq
Nonante-cinq è il secondo album in studio della cantautrice belga Angèle, pubblicato il 3 dicembre 2021 dalle etichette discografiche Angèle VL Records e Initial Artist.

## Tracce
1. Bruxelles je t'aime – 3:48 (Angèle Van Laeken)
2. Libre – 2:44 (Angèle Van Laeken, Tristan Salvati)
3. On s'habitue – 2:38 (Angèle Van Laeken)
4. Solo – 3:40 (Angèle Van Laeken, Tristan Salvati)
5. Pensées positives – 3:31 (Angèle Van Laeken)
6. Taxi – 4:18 (Angèle Van Laeken)
7. Démons (con Damso) – 4:11 (Angèle Van Laeken, William Kalubi Mwamba, Tristan Salvati)
8. Plus de sens – 3:29 (Angèle Van Laeken)
9. Tempête – 3:40 (Angèle Van Laeken, Tristan Salvati)
10. Profite – 4:09 (Angèle Van Laeken, Tristan Salvati)
11. Mots justes – 3:10 (Angèle Van Laeken, Tristan Salvati)
12. Mauvais rêves – 3:55 (Angèle Van Laeken)

Tracce bonus nell'edizione Nonante-cinq La suite
1. Amour, haine & danger – 3:19
2. Promets-moi – 3:00
3. CP_009_Évidemment (con Orelsan) – 3:26
4. Patrick – 2:53
5. Le temps fera les choses – 2:58
6. Démons (live orchestral; con Damso) – 3:54

## Classifiche

### Classifiche settimanali
| Classifica (2021) | Posizione massima |
| ----------------- | ----------------- |
| Belgio (Fiandre)  | 3                 |
| Belgio (Vallonia) | 1                 |
| Francia           | 2                 |
| Svizzera          | 6                 |

### Classifiche di fine anno
| Classifica (2021) | Posizione |
| ----------------- | --------- |
| Belgio (Fiandre)  | 65        |
| Belgio (Vallonia) | 5         |
| Francia           | 25        |
| Classifica (2022) | Posizione |
| Belgio (Fiandre)  | 14        |
| Belgio (Vallonia) | 3         |
| Francia           | 6         |
| Svizzera          | 75        |
| Classifica (2023) | Posizione |
| Belgio (Fiandre)  | 168       |
| Belgio (Vallonia) | 37        |
| Francia           | 35        |